# شهرستان سلطانیه
سلطانیه شهرستانی در استان زنجان و ایران است. این شهرستان مشتمل بر بخش‌های مرکزی و باغ حلی در استان زنجان واقع شده است؛ ارتفاع مرکز شهرستان از سطح دریا حدود۱۷۸۶ متر می‌باشد. زبان محلی این شهرستان، ترکی آذربایجانی است. این شهرستان تا قبل از سال۱۳۹۲ بخشی در شهرستان ابهر بود که در مرداد ۱۳۹۲ به رتبه شهرستان ارتقاء یافت.

## جمعیت
طبق سرشماری سال۱۳۹۵، شهرستان سلطانیه دارای ۲۹٬۴۸۰ نفر جمعیت معادل۹۱۳۰ خانوار بوده است.

## تقسیمات کشوری
شهرستان سلطانیه دارای دو شهر و دو بخش و چهار دهستان می‌باشد.

### شهر
- سلطانیه
- گوزلدره

### بخش
- بخش مرکزی
- بخش باغ حلی

### دهستان
- دهستان سلطانیه
- دهستان سنبل آباد
- دهستان گوزلدره
- دهستان قره بلاغ

## جاذبه‌های گردشگری

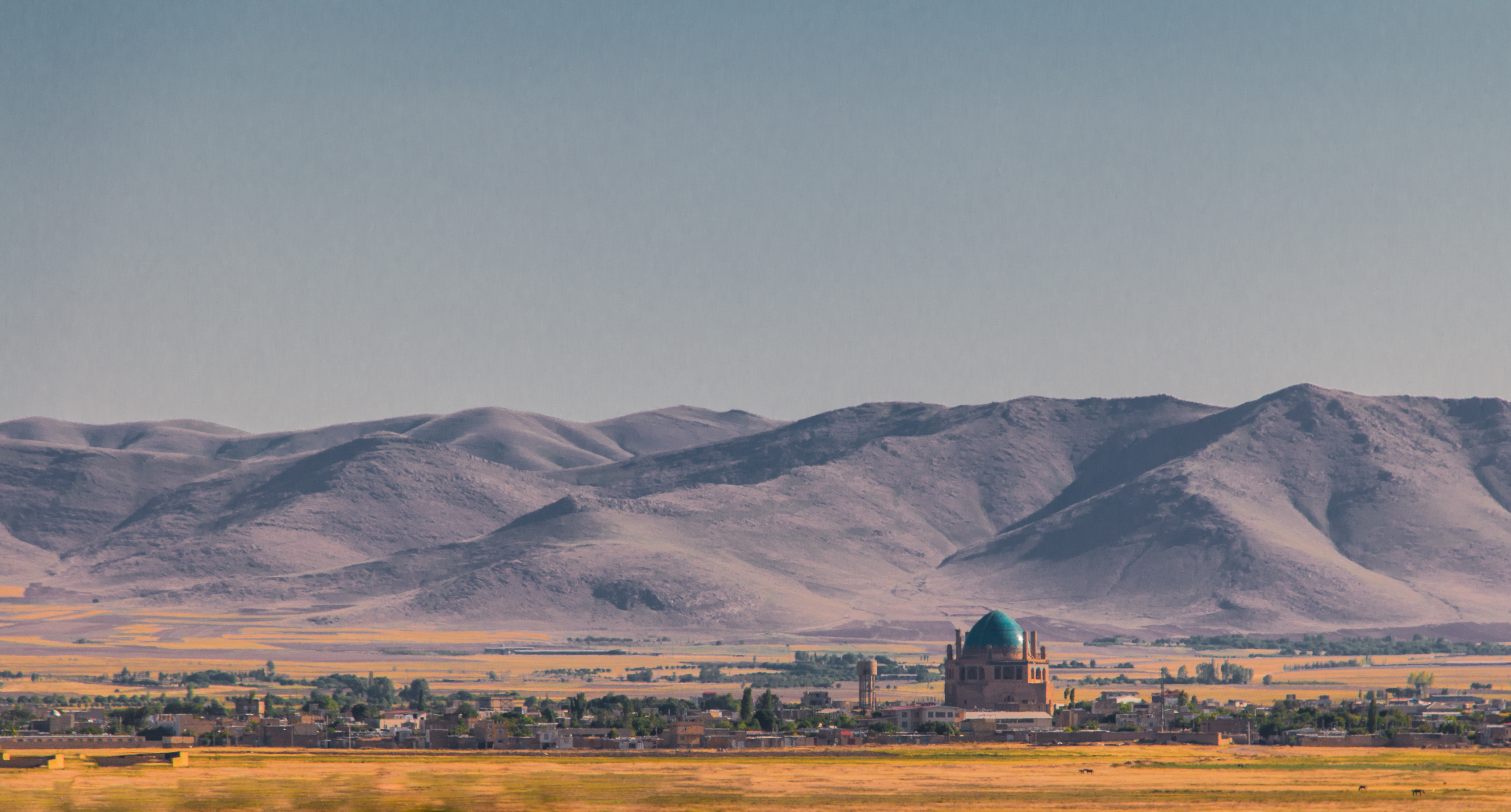
گنبد سلطانیه مقبره سلطان محمد خدابنده

از مهم‌ترین جاذبه‌های گردشگری این شهرستان می‌توان به معبد اژدها (داش کَسَن) در روستای ویَر، بنای تاریخی چلبی اوغلی در شهر سلطانیه، چشمه شاه بلاغی در روستا اسدآباد، تپۀ نور، کاروانسرای قره بلاغ در روستای قره بلاغ، آرامگاه ملا حسن کاشی در شهر سلطانیه، چمن طبیعی سلطانیه و حمام سالار، بازارچه صنایع دستی گنبد سلطانیه، موزه باستان‌شناسی سلطانیه و قبل از همه به گنبد عظیم سلطانیه اشاره کرد که سومین گنبد خِشتی و آجری در جهان است که به قدمت حدود ۷۱۱سال پیش و دوران ایلخانی و سلطان محمد خدابنده (اولجایتو) بر می‌گردد و به این سبب، این شهرستان از جذب کننده‌ترین شهرستان‌های استان زنجان و کشور ایران در حوزه گردشگری است.